# Wojciech Żywny

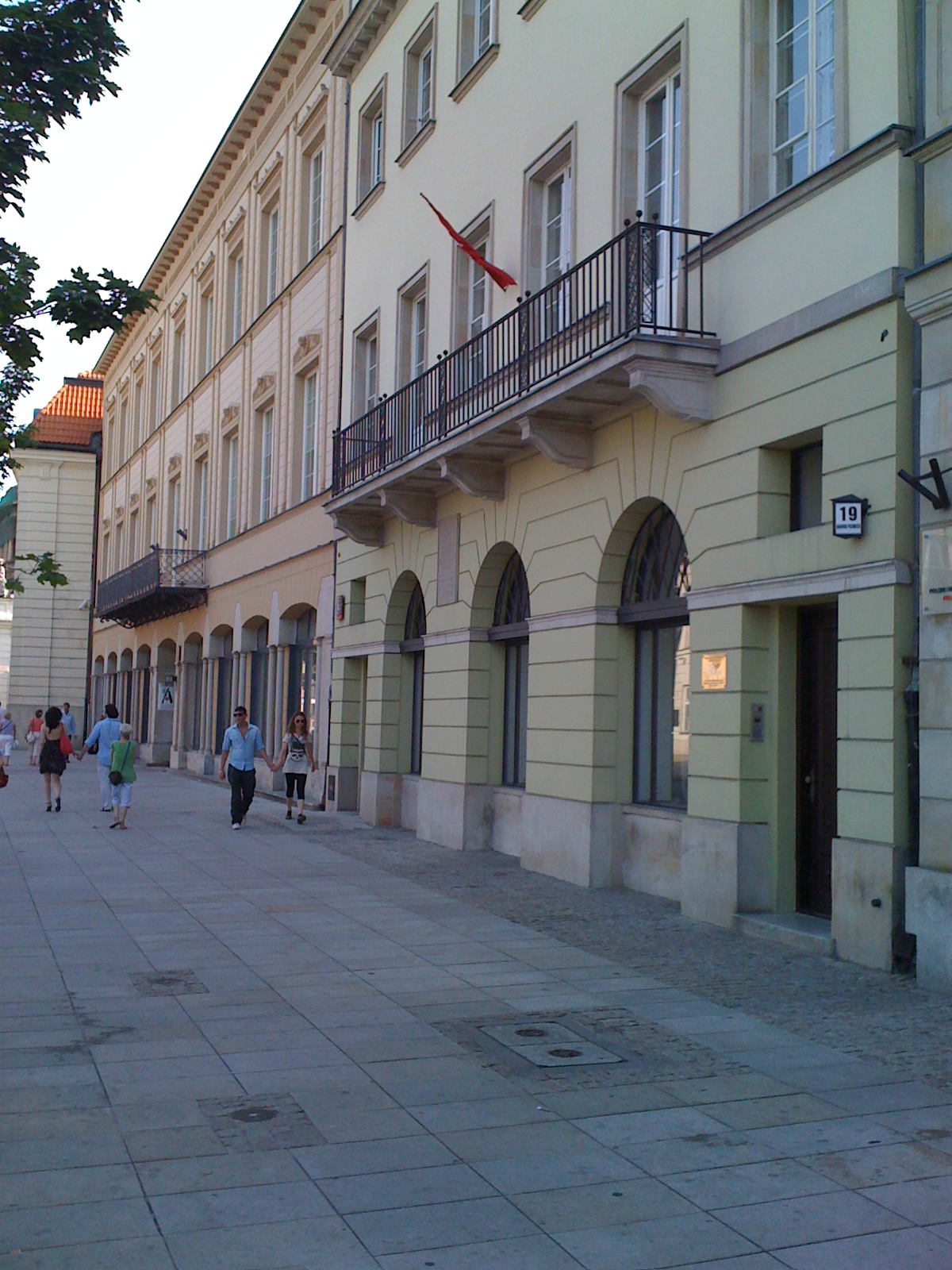
Số 19 phố Krakowskie Przedmieście, Warsaw, Ba Lan: nơi Żywny ở trong những năm 1837-42

Wojciech Żywny (tiếng Séc: Vojtěch Živný; sinh ngày 13 tháng 5 năm 1756 – mất ngày 21 tháng 2 năm 1842) là một nghệ sĩ piano, nghệ sĩ vĩ cầm, giáo viên và nhà soạn nhạc người Ba Lan gốc Séc. Ông là thầy dạy piano chuyên nghiệp đầu tiên của Frédéric Chopin.

## Cuộc đời
Żywny sinh ra ở Mšeno, Bohemia. Ông là học trò của Jan Kuchař. Khi còn trẻ, dưới thời trị vì của Vua Stanisław August Poniatowski, ông chuyển đến Ba Lan, làm gia sư âm nhạc cho các con của Công chúa Princess Sapieha. Sau đó ông chuyển đến Warsaw.
Ông là thầy dạy piano chuyên nghiệp đầu tiên của Frédéric Chopin. Chopin học nhạc với ông từ năm 1816 đến năm 1821. Żywny đã truyền cho Chopin một tình yêu lâu dài với Bach và Mozart, nhưng hơi sốc là, không phải với Beethoven. Kỹ năng piano của Chopin sớm vượt qua người thầy đáng kính của mình. Năm 1821, Chopin, lúc ấy mười một tuổi, đã dành tặng Żywny Bản Polonaise giọng La giáng trưởng làm món quà mừng lễ bổn mạng của ông.
Żywny mất năm 1842 tại Warsaw, hưởng thọ 85 tuổi.

## Tác phẩm
Żywny là tác giả của nhiều bản nhạc cho piano, vĩ cầm, và sáng tác nhiều tác phẩm cho dàn nhạc. Ngày nay, rất ít trong số này được mọi người biết đến hoặc được giới thiệu. Những sáng tác này thể hiện sự thành thạo tinh tế phong cách nhạc cổ điển của ông, với những ảnh hưởng lãng mạn nhất định. Một ảnh hưởng khác đến âm nhạc của ông là âm nhạc dân gian Trung Âu.